# Nushi Tsuri 64
Nushi Tsuri 64 (ぬし釣り６４) est un jeu vidéo de pêche sorti en 1998 sur Nintendo 64 uniquement au Japon. Le jeu a été développé et édité par Pack-In-Video.
Le jeu a eu une suite, Nushi Tsuri 64: Shiokaze Ninotte.

## Système de jeu
Le jeu est un RPG.

## Accueil
- X64 : 50 %[2]